# Wu Quanyou
Wu Quanyou (1834–1902), o Wu Ch'uan-yu, fue un gran maestro de Taichí que vivió al final de la época imperial de la República Popular China. Su hijo fue el fundador del estilo Wu de Taichí chuan. Como era descendiente de manchúes, y había sido nombrado por su familia en manchú, el nombre "Wú" (吳) era una expresión china del manchú que se aproximaba a la pronunciación de la primera sílaba del nombre de su familia en manchú, U Hala.

## Antecedentes
Wu fue oficial militar en el campamento de las Ocho Banderas (ver Ejército de la Dinastía Qing) en la Ciudad Prohibida, Beijing y también un oficial de la Guardia Imperial Manchú durante la Dinastía Qing. En ese momento, Yang Luchan (1799-1872) estaba como instructor de artes marciales en ese campamento, enseñando taichi chuan. En el campamento, había muchos oficiales estudiando con Yang Luchan, pero solo tres hombres, Wan Chun (萬春), Ling Shan (凌 山) y Ch'uan Yu (全 佑) estudiaron y entrenaron lo suficiente en taichi chuan y llegaron a convertirse en sus discípulos. Sin embargo, no lograron convertirse en discípulos de Yang Luchan, porque Yang Luchan enseñó t'ai chi ch'uan a dos hombres de más graduación en el ejército, Shi Shaonan y el general Yue Guichen.
En ese momento, Wan Chun, Ling Shan y Ch'uan-yu eran oficiales de grado medio en el campamento y debido a su rango, no podían ser vistos como compañeros de clase con la nobleza y oficiales de alto grado. Como resultado, se les pidió que se convirtieran en discípulos de Yang Pan-hou (o Yang Banhou), el hijo mayor de Yang Luchan, también instructor en el ejército manchú.
Los estilos generales de artes marciales originarias de China suelen diferenciarse entre los norteños Changquan y los sureños. 

## Maestro
Cuando Wu se retiró del ejército, estableció una escuela en Beijing. La escuela de Wu en Beijing tuvo gran éxito y muchos estudiaron con él, fue conocido popularmente como Quan Sanye (全 三爺), un término de respeto. Sus discípulos fueron su hijo Wu Chien-ch'uan, Guo Songting (郭松亭), Wang Mao Zhai (王茂 齋), Xia Gongfu (夏公甫), Chang Yuanting (1860-1918; 常 遠 亭), Qi Gechen (齊閣臣) (linaje Wudang t'ai chi ch'uan) etc. Se decía que las habilidades de Wu eran excepcionales en manejar la energía dura suavemente "neutralizadora" (化 勁, hua jin) al atacar, que es una habilidad central en la buena práctica de t'ai chi ch'uan como arte marcial. El hijo de Chang Yuanting, Chang Yunji, enseñó un estilo conocido como quanyou laojia tai chi chuan (全 佑 老 架 太极拳) o Estilo Yang de tai chi chuan (常 氏 太極拳).

## Formación del estilo Wu
El hijo de Wu, Wu Chien-ch'uan (1870–1942) también fue un oficial de caballería y maestro de t'ai chi ch'uan, trabajando en estrecha colaboración con la familia Yang y Sun Lu-t'ang, promovieron lo que posteriormente se conoció como el estilo Wu de taichí chuan en Pekín, Shanghai y Hong Kong.

## Árbol de linaje del estilo Wu de Taichi chuan
Nota: Este árbol de linaje representa a aquellos considerados los "guardianes de la puerta" y los maestros más reconocidos en cada generación del estilo Wu. Aunque muchos estilos fueron transmitidos a los respectivos descendientes de la misma familia, el linaje en el que se centra es el del estilo Wu y no necesariamente el de la familia. Este árbol del linaje se basa en el testimonio de una única fuente llamada Tang Hao, cuya afirmación de que el Taijiquan comienza en la aldea Chen (y por lo tanto implica un "estilo Chen" antes que un "Estilo Yang" es una afirmación basada en la opinión y no demostrable de hecho).